# Antonietta Cesarano
Antonietta Cesarano detta Tonia (Napoli, 14 luglio 2003) è una nuotatrice italiana, vincitrice di una medaglia di bronzo ai campionati europei del 2022 e due medaglie di bronzo ai Giochi del Mediterraneo 2022. È la sorella gemella di Noemi Cesarano.

## Palmarès
- Europei

Roma 2022: bronzo nella 4x200m sl mista.
- Giochi del Mediterraneo

Orano 2022: argento nella 4x200m sl e bronzo nei 400m sl.
- Universiadi

Chengdu 2023: argento nella 4x100m sl, bronzo nei 400m sl e nella 4x100m misi mista.